# Union républicaine (Espagne, 1903)
Pour les articles homonymes, voir Union républicaine.
L'Union Républicaine (UR) est un parti politique espagnol, d'idéologie républicaine, qui a existé entre 1903 et 1910. 
Son espace politique sera par la suite occupé par le Parti républicain radical lerrouxiste.

## Histoire

### Origines et formation
Le parti est fondé à Madrid le 25 mars 1903 par Nicolás Salmerón et Alejandro Lerroux, à l'occasion d'une grande assemblée républicaine célébrée au Teatro Lírico. 
L'objectif est d'unifier les forces républicaines qui existent en Espagne dans le contexte de la Restauration.
Les républicains étaient alors majoritairement localisés à Barcelone et à Valence, autour de leaders tels que Lerroux et Blasco Ibáñez, ainsi qu'en Andalousie avec José Montes Sierra et José Marcial Dorado à Séville et  Pedro Gómez Chaix à Málaga.
Deux courant principaux coexistaient : une aile "gouvernementale", avec Salmerón,  Gumersindo de Azcárate et Melquíades Álvarez, et une aile plus radicale, disposée à l'action directe et dirigée par Lerroux. 
Son programme demandait la restauration de la Constitution de 1869, la proclamation de la République et la convocation d'une Assemblée constituante.
Le nouveau parti réussit à réunir tous les partis républicains espagnols, excepté le Parti républicain démocratique fédéral avec lequel s'engage néanmoins une alliance électorale.
La coalition remporte un important succès aux élections de 1903 et gagne 36 sièges, notamment à Barcelone - où elle obtient la majorité - et à Madrid.

### Crise du parti
Malgré ses succès électoraux, les problèmes internes subsistent, notamment sur la question catalane. Le promulgation de la Ley de Jurisdicciones et l'opportunité de s'allier avec les catalanistes scindent le parti. Salmerón est partisan de cette alliance, contrairement à Alejandro Lerroux et Julián Besteiro. 
En 1906, Salmerón et une partie de l'UR de Catalogne rallient la coalition Solidaritat Catalana. Cette position suscite de nombreuses oppositions, Lerroux et Besteiro bien sûr, mais également des intellectuels tels que Francisco Giner de los Rios ou Pio Baroja.  Une scission autour de Lerroux fonde le Parti républicain radical et une autre, autour de Blasco Ibáñez, se regroupe dans le nouveau parti Parti d'union républicaine autonomiste.
En mai 1909, l'Union Républicaine, dans une ultime tentative, se réunit en assemblée. C'est un échec. Elle s'allie ensuite au Centre Nationalista Republicà pour former Esquerra Catalana, alliance électorale qui se présente aux élections de 1910. L'Union républicaine disparaît en avril 1910.